# Hadennia subapicibrunnea
Hadennia subapicibrunnea là một loài bướm đêm trong họ Noctuidae.